# Кованько Василь Костянтинович
Кованько Василь Костянтинович (31 грудня 1871 —†?) — начальник дивізії Дієвої армії УНР.

## Біографія
Закінчив Полтавське реальне училище, Московське піхотне юнкерське училище (1891), вийшов підпрапорщиком до 6-го Східносибірського стрілецького батальйону, у складі якого брав участь у Китайському поході 1900—1901 рр. та Російсько-японській війні. За бойові заслуги дістав звання підполковника, всі ордени до Святого Володимира IV ступеня з мечами та биндою, Георгіївську зброю. 
Після війни служив помічником командира 10-го Сибірського стрілецького полку. З 6 грудня 1910 р. - полковник. З 3 вересня 1914 р. - помічник командира 12-го Сибірського стрілецького полку. З 27 травня 1915 р. — командир 32-го Сибірського стрілецького полку. З 23 липня 1915 р. — командир 407-го піхотного Саранського полку. 
За бій 22 травня—23 травня 1916 р. був нагороджений орденом Святого Георгія IV ступеня. У 1917 р. — командир бригади 102-ї піхотної дивізії. Останнє звання у російській армії — генерал-майор.
У 1918 р. — помічник начальника 14-ї пішої дивізії Армії  Української Держави. 
Після приходу до влади Директорії — начальник 14-ї пішої кадрової дивізії (до 24 лютого 1919 р.). З 4 березня 1919 р. — комендант Рівного.
У 1920 р. жив у Рівному, де перебував на обліку Російської місії. Подальша доля невідома.